# 亚瑟港枪击案
亞瑟港枪擊案于1996年4月28日發生於澳大利亚塔斯曼尼亚州的旅游胜地亞瑟港。28岁、無業的马丁·布萊恩（Martin Bryant）持数挺半自动步枪和冲锋枪冲入当地著名的黑箭咖啡厅（Broad Arrow Cafe）和西斯岬海角大楼（Seascape）向遊客亂槍掃射，35人死亡、17人受伤。其後，數百名特種警察人員出動將其拘捕，法庭控告其以35宗谋杀罪名均成立，判决35次无期徒刑，“永远不得释放”；凶手聞判后当庭大笑，毫无悔意。

## 背景

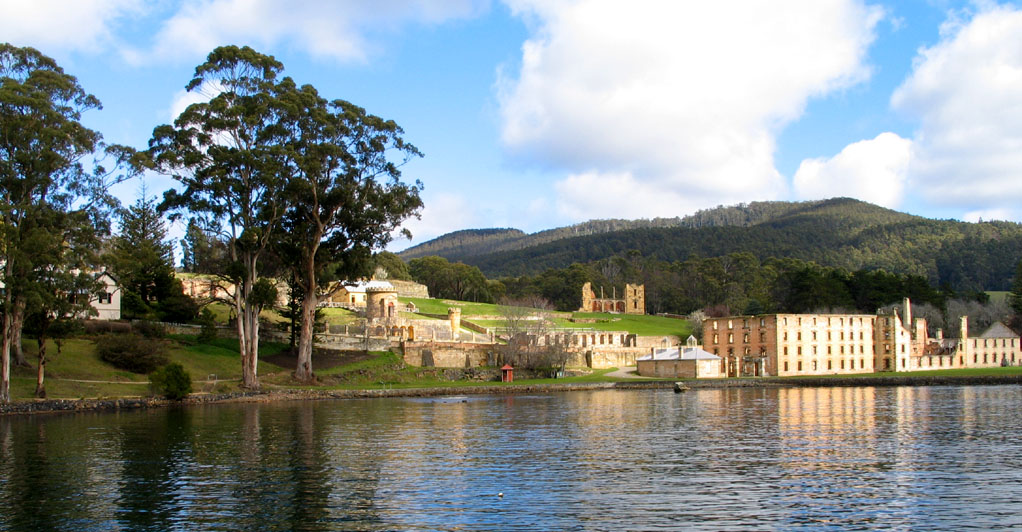
案發現場

馬丁·布萊恩（Martin Bryant）從他的朋友海倫‧哈維（Helen Harvey）那裡繼承了約57萬澳幣的房地產。從1993年起，馬丁利用的這筆錢的其中一部份去環遊世界及購買槍枝。在1993年末，他透過塔斯馬尼亞的報紙廣告購買了AR-10半自動來福槍，在1996年三月購買了.30口徑專用的清潔組及12口徑的大宇獵槍。他向店家購買了一個運動包並告訴店員他將用來裝大量的彈藥，然而他對他的女朋友說的卻又是另外一回事。馬丁並未持有槍械牌照，所以他違法購買了大量的彈藥及槍支並藏他的家中。

## 案發當日
澳洲警方重組了當日的案情，並在1996年11月19日於法庭上公布。

### 清晨
事發當天早上六點，馬丁被鬧鐘叫醒。自從他失業了以後，他的女朋友及家人再也沒有看過他使用鬧鐘。早上八點，他的女朋友離開了房子，去見他的父母。馬丁離開了他家并觸發了家中的防盜器，依當時的資料來看是早上9時47分。
布萊恩在上午11時左右到達福克塞特村（Forcett Village），並繼續往亞瑟港行駛，及後被發現於11時45分左右從亞瑟高速公路駛入西斯岬海角大樓。他停在他父親想購買的海景賓館，而當時該賓館由David Martin和Noelene Joyce Martin擁有。布萊恩進入賓館開了幾槍，堵住了David Martin的嘴和刺傷了他。目擊者作證時提出了不同的槍聲次數。法庭相信，此時布萊恩殺死了他的首兩名受害者。
後來，一對夫婦來到賓館，布萊恩出現在賓館外面。他們詢問可否參觀賓館，但被布萊恩拒絕，原因是父母不在而他的女友在裏面。他的舉止相當粗魯，使夫婦感到不快。這對夫婦在下午12時35分左右離開，當時布萊恩的車停在賓館的門前，相信他在此時卸載彈藥。
布萊恩離開時把賓館的門鎖上，將鑰匙帶到西斯岬海角大樓管理處。他繼續駛往亞瑟港，當中曾停在一輛過熱的車旁，和那車的兩個人交談。他建議他們稍後來到亞瑟港咖啡店喝咖啡。
他經過亞瑟港歷史遺址，駛向馬丁夫婦擁有的帕爾默觀景道，在那裡他遇到了羅傑·拉納（Roger Larner）正駕駛離開他的車道。拉納曾在15年前遇見過他，最初並沒有認到他。布萊恩告訴拉納，他不時會去衝浪，買了一個叫做Fogg Lodge的房子，現在想從拉納買一些牛。布萊恩還提到購買隔壁購買馬丁夫婦的地方。布萊恩問羅傑Marian Larner是否在家，能否繼續沿著農場的車道前往探望她。拉納應允，但是表示他也會一同前往。布萊恩特改變主意，選擇離開，聲稱他將在下午回來。

### 亞瑟港古跡區域
下午約1時10分，布萊恩在亞瑟港歷史遺址入口的收費亭排隊。靠近收費站的時候，他的車離開了隊伍，駛到隊伍的末端重新排隊。他最終到達隊伍前方，聲稱有人倒車時撞到他。他支付了入場費，並在靠近水邊的寬箭咖啡店（Broad Arrow Café）附近停車。歷史遺址的保安經理要求布萊恩把車移到私家車停車場，因為布萊恩停車的位置是露營車專用的，整個停車場當天的交通亦非常繁忙。布萊恩把車駛到另一處，在車上坐了幾分鐘，然後再駛回咖啡店旁。保安經理看到他進入咖啡店，背著一個大袋子和一台攝像機，但沒有理會他。
布萊恩買了一個餐在陽台上吃。他試圖與人們談論該地區缺乏“黃蜂”，而且沒有像往常一樣多的日本遊客，但他似乎是在嘟噥。他看起來很緊張，不斷地瞥著停車場和咖啡店內。

### 寬箭咖啡店
布萊恩用膳完畢，走進咖啡店交回他的托盤，有人曾為他開門。他把袋子放在桌上，袋裏裝著他刺過馬丁的刀和其他物件，拉出一把裝上瞄準器和30發的彈匣的Colt AR-15 SP1卡賓槍。相信部分子彈曾用於西斯岬海角大樓射殺馬丁夫婦，故此彈匣在此時並非填滿。
咖啡店空間狹小，桌子排得非常緊密。當天咖啡店很忙碌，人們正等待下一班渡輪，令事件發生得非常快。布萊恩從他的臀部瞄準，將他的步槍指向坐在布萊恩旁邊的馬來西亞遊客Moh Yee（William）Ng 和 Sou Leng Chung。他近距離射擊他們，立即把他們殺死。布萊恩然後射向米克·薩金特（Mick Sargent），擦傷薩金特的頭皮，再把他撞到地上。布萊恩開了第四槍，擊斃薩金特的女朋友，21歲的凱特·伊麗莎白·斯科特（Kate Elizabeth Scott），子彈打中她的頭部。
28歲的新西蘭釀酒師溫特（Jason Winter）事發前一直在咖啡店幫忙。當布萊恩轉向溫特的妻子喬安·溫特（Joanne Winter）和他們15個月大的兒子米切爾時，溫特向布萊恩特投擲了一個托盤，試圖分散他的注意力。喬安的父親把他的女兒和孫子推到了桌子下面。
44歲的安東尼·南丁格爾（Anthony Nightingale）在第一槍響後站起來，但沒有時間逃跑。布萊恩把槍指著他時，南丁格爾喊道：“不，别射這裡！”("No, not here!")。當南丁格爾探身過去，他被射中脖子和脊柱致死。
一行十位朋友坐在下一張桌子，但部分人剛剛離開餐桌歸還餐盤和參觀禮品店。布萊恩開了一槍，殺死68歲的凱文·文森特·夏普（Kevin Vincent Sharp）。第二槍擊中沃爾特·本內特（Walter Bennett），子彈穿過他的身體，再擊中了凱文·夏普的弟弟，67歲的雷蒙德·約翰·夏普（Raymond John Sharp），導致兩人死亡。三人背對著布萊恩，不知道發生了什麼。他們最初相信有人放鞭炮，其中一人在聽到前幾響後表示“這不好笑”("That's not funny")，沒有意識到聲響源自步槍。這些射擊都是近距離對著他們的背進行，布萊恩的槍只距離他們頭部幾英寸遠，或是按在頭上。杰拉德·布魯姆（Gerald Broome），蓋伊·費德勒（Gaye Fidler）和她的丈夫約翰（John Fidler）都被子彈碎片的波及，但倖存下來。
布萊恩然後轉向托尼·克斯坦（Tony Kistan）、莎拉·克斯坦（Sarah Kistan）和安德魯·米爾斯（Andrew Mills）。聽到起初的槍聲，托尼和安德魯兩個男人馬上站起來，但已經沒有時間離開。安德魯被布萊恩從頭部擊斃，托尼也在大概兩米遠的地方也被射中頭部身亡。但在托尼被擊中之前，他已經設法將妻子莎拉推開。莎拉躲在桌下，未被布萊恩看到。
蒂瑪·獲加（Thelma Walker）和芭米拉·羅（Pamela Law）被子彈碎片所傷後由他們的朋友彼得·克斯威爾（Peter Crosswell）拖到地上，躲在桌下。旁邊的帕特里夏·柏加（Patricia Barker）也被碎片所傷。
此時，咖啡店裏的大多數人才開始意識到發生了什麼事，槍聲並非在歷史遺址的歷史重演表演。場面非常混亂，許多人不知道該怎麼辦，因為布萊恩站在主要出口附近。
布萊恩走了幾米，開始對著格雷厄姆·科利爾（Graham Colyer）、卡羅琳·洛頓（Carolyn Loughton）和她女兒莎拉（Sarah Loughton）的桌子上射擊。 格雷厄姆的下巴受傷，幾乎被自己的血液噎死。卡羅琳一直在桌子間移動，當莎拉跑到她的身邊，卡羅琳用自己的身體遮蓋著女兒。布萊恩從後面射中卡羅琳，步槍開火時，槍口的爆炸力令卡羅琳的耳膜破裂。雖然她倖存下來，但她在外科手術後得知，儘管她努力保護女兒的安全，莎拉的頭部中槍死亡。
布萊恩又再轉過身來，射中正坐著的梅爾維·霍華德（Mervyn Howard）。子彈穿透梅爾維的身體，再穿過咖啡店的窗戶，打中外面陽台的一張桌子。布萊恩很快向邁克·霍華德的妻子瑪麗（Mary Howard）的頸部射擊。布萊恩然後靠在一個空的嬰兒推車上，把槍指著她的頭，再次對她開槍。霍華德夫婦兩人重傷不治。外面有幾個人意識到有真正的危險，開始逃跑。
布萊恩站在出口附近，阻止室內的人逃跑。他穿過咖啡店到旁邊的禮品店。展覽區有一個出口連接外面的陽台，但它被鎖上，只能用鑰匙打開。布萊恩離開後，被擊中胳膊和頭部、仍活著的羅伯特·埃利奧特（Robert Elliott）嘗試站起來，但又摔倒在壁爐上。

## 死亡名單[5]
| - Winifred Joyce Aplin, 58 - Walter John Bennett, 66 - Nicole Louise Burgess, 17 - Sou Leng Chung, 32 - Elva Rhonda Gaylard, 48 - Zoe Anne Hall, 28 - Elizabeth Jayne Howard, 26 - Mary Elizabeth Howard, 57 - Mervyn John Howard, 55 - Ronald Noel Jary, 71 - Tony Vadivelu Kistan, 51 - Leslie Dennis Lever, 53 | - Sarah Kate Loughton, 15 - David Martin, 72 - Noelene Joyce Martin, 69 - Pauline Virjeana Masters, 49 - Alannah Louise Mikac, 6 - Madeline Grace Mikac, 3 - Nanette Patricia Mikac, 36 - Andrew Bruce Mills, 49 - Peter Brenton Nash, 32 - Gwenda Joan Neander, 67 - Moh Yee Willing Ng, 48 - Anthony Nightingale, 44 | - Mary Rose Nixon, 60 - Glen Roy Pears, 35 - Russell James Pollard, 72 - Janette Kathleen Quin, 50 - Helene Maria Salzmann, 50 - Robert Graham Salzmann, 57 - Kate Elizabeth Scott, 21 - Kevin Vincent Sharp, 68 - Raymond John Sharp, 67 - Royce William Thompson, 59 - Jason Bernard Winter, 29 |

## 影響
该事件促进了澳洲联邦和各州政府从速更改枪支管理法律，各款自动、半自动步枪及所用弹药均被取缔，已合法出售至民间的大量该类枪械被该国政府用巨款回购并销毁。